# 3 august
ianuarie • februarie • martie  • aprilie  • mai  • iunie  • iulie  • august  • septembrie  • octombrie  • noiembrie  • decembrie
3 august este a 215-a zi a calendarului gregorian și a 216-a zi în anii bisecți. Mai sunt 150 de zile până la sfârșitul anului.

## Evenimente

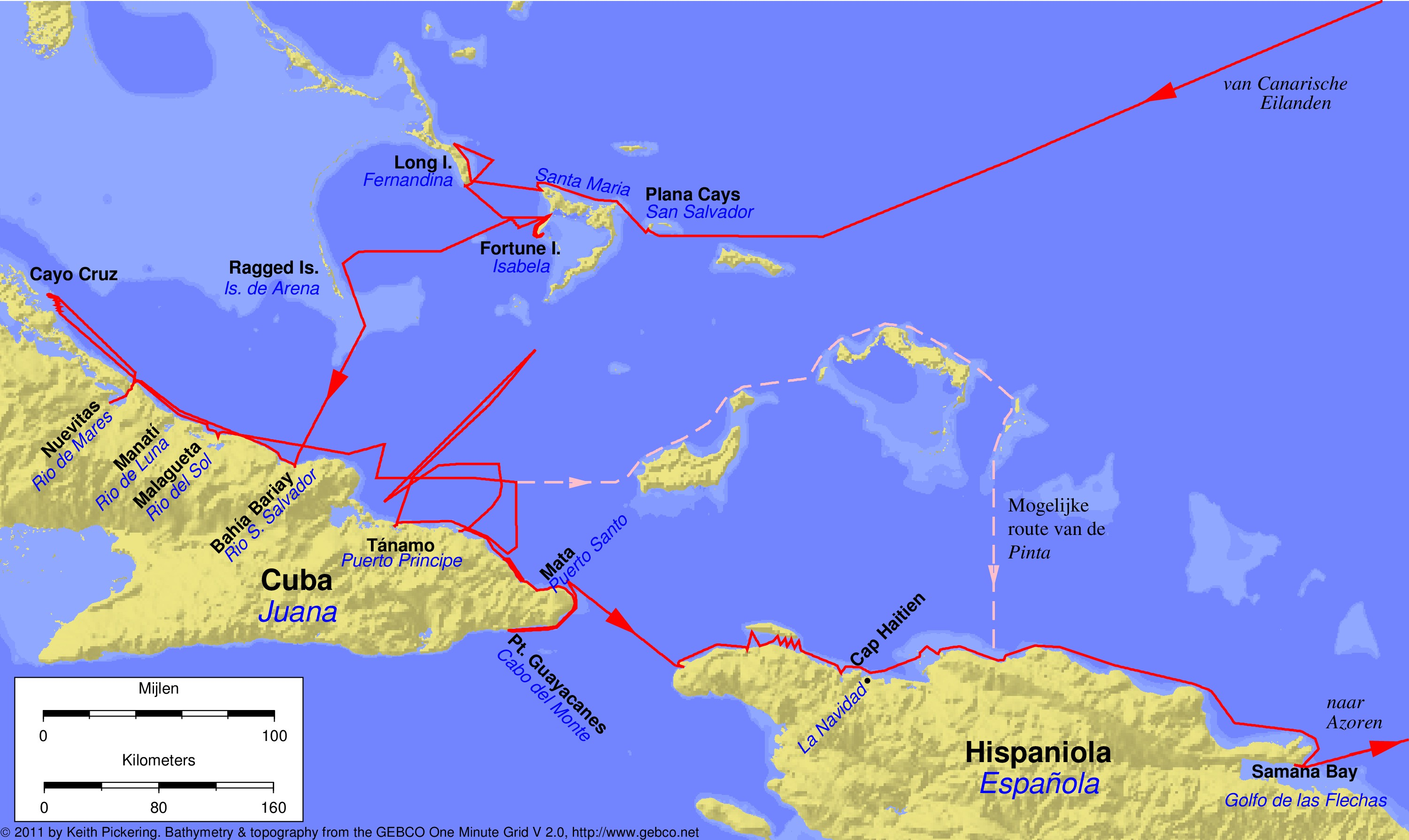
1492: Cristofor Columb a început prima sa călătorie spre America din portul spaniol Palos de la Frontera.

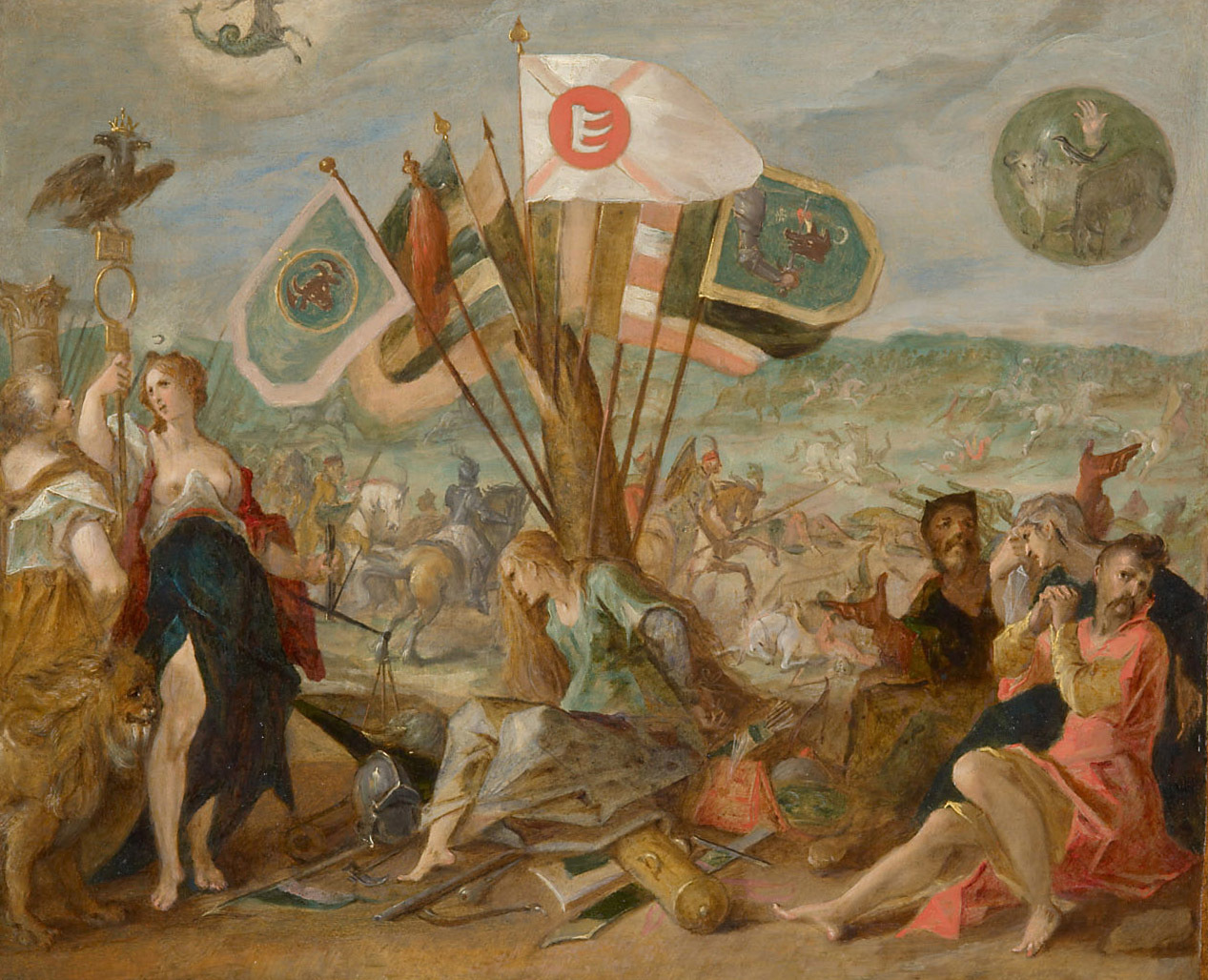
1601: Bătălia de la Guruslău - Trupele lui Mihai Viteazul și cele ale lui Gheorghe Basta obțin victoria împotriva trupelor transilvănene conduse de Sigismund Báthory.

- 1492: Cristofor Columb a început prima sa călătorie spre America din portul spaniol Palos de la Frontera. Expediția se va încheia la 15 martie 1493.
- 1571: Bătălia de la Famagusta; turcii cuceresc insula Cipru de la venețieni.
- 1601: Trupele lui Mihai Viteazul și cele ale lui Gheorghe Basta obțin în bătălia de la Guruslău victoria împotriva celor transilvănene conduse de Sigismund Báthory.
- 1778: S–a inaugurat Teatrul Scala din Milano.
- 1783: În Japonia, Muntele Asama erupe omorând 35.000 de oameni.
- 1858: Exploratorul britanic John Speke a descoperit Lacul Victoria.
- 1888: Erupția violentă a vulcanului din insula Vulcano, Italia.
- 1914: Primul Război Mondial: Germania declară război Franței.
- 1914: România: Consiliul de Coroană din 3 august (stil nou) desfășurat la Castelul Peleș, la inițiativa regelui Carol I, dezbate problema intrării României în Primul Război Mondial. S-a votat cu o majoritate zdrobitoare în favoarea neutralității.
- 1919: Armata română intră în Timișoara și aduce o mare contribuție la reîntregirea teritoriilor românești (vezi și 4 august - în unele surse figurează 3 august ca data intrării în Budapesta).
- 1929: S-a creat "Regia autonomă a poștelor, telegrafelor și telefoanelor" (PTT), care a luat în exploatare și administrare serviciile publice de poștă, telegraf și telefon.
- 1936: La Jocurile Olimpice de la Berlin, Jesse Owens a câștigat proba de 100 m.
- 1941: Puternic bombardament sovietic asupra municipiului Constanța. Catedrala și alte clădiri din zona peninsulară sunt grav afectate.
- 1958: Polul Nord este atins, sub calota de gheață, de submarinul atomic american Nautillus.
- 1960: Niger își câștigă independența față de Franța.
- 1963: Formația The Beatles  a apărut pentru ultima dată la Cavern Club din Liverpool, după ce susținuseră în acest local peste 300 de spectacole începând cu 1961.
- 1975: S-a încheiat vizita oficială, de două zile, efectuată în România de președintele american Gerald Ford.
- 1977: Se termină greva minerilor din Valea Jiului.
- 2005: Mahmoud Ahmadinejad devine președinte al Iranului.

## Nașteri
- 1614: Juan de Arellano, pictor spaniol (d. 1676)
- 1654: Karl I, Landgraf de Hesse-Kassel (d. 1730)
- 1760: Jacques Réattu, pictor francez (d. 1833)
- 1770: Frederic Wilhelm al III-lea al Prusiei (d. 1840)
- 1811: Elisha Graves Otis, inventator american (d. 1861)
- 1817: Arhiducele Albert, Duce de Teschen, general austriac (d. 1895)

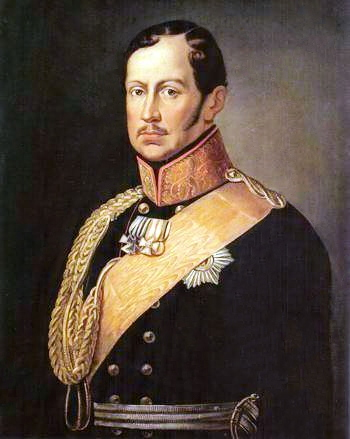
Frederic Wilhelm al III-lea al Prusiei
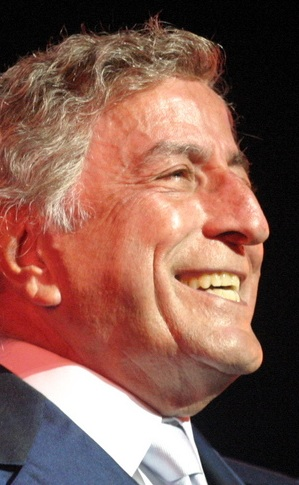
Tony Bennett, cântăreț american de jazz
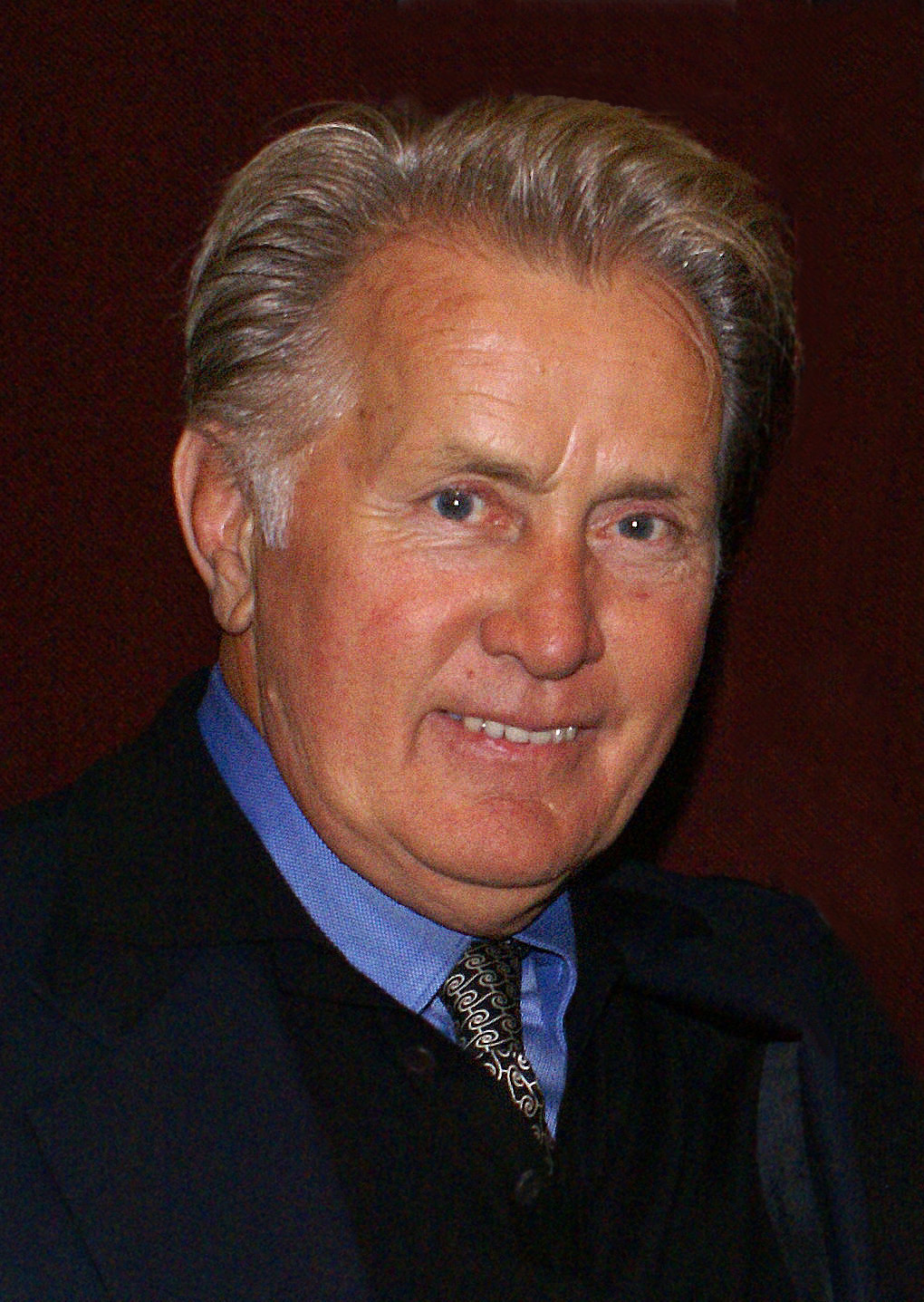
Martin Sheen, actor american

- 1863: Géza Gárdonyi, scriitor și jurnalist maghiar (d. 1922)
- 1865: Iancu Flondor, om politic român din Bucovina (d. 1924)
- 1867: Stanley Baldwin, politician englez (d. 1947)
- 1872: Regele Haakon al VII-lea al Norvegiei (d. 1957)
- 1873: Bruno Petzold, scriitor german (d. 1949)
- 1877: László Székely, arhitect maghiar (d. 1934)
- 1891: Alexandru Ionescu-Ghibericon, actor român (d. 1960)
- 1904: Clifford D. Simak, scriitor american (d. 1988)
- 1905: Franz König, cardinal austriac, inițiator al reconcilierii cu Biserica Ortodoxă Română (d. 2004)
- 1913: Marin Voiculescu, medic român (d. 1991)
- 1914: Gheorghe Cunescu, preot, publicist, scriitor, critic literar și istoric literar român (d. 1995)
- 1923: Jean Hagen, actriță americană (d. 1977)
- 1923: Shenouda al III-lea, papă de Alexandria și patriarh al întregii Africi
- 1926: Tony Bennett, cântăreț american de jazz (d. 2023)
- 1926: Gordon Scott, actor american (d. 2007)
- 1935: Maria Bieșu, soprană din Republica Moldova (d. 2012)
- 1940: Martin Sheen, actor american

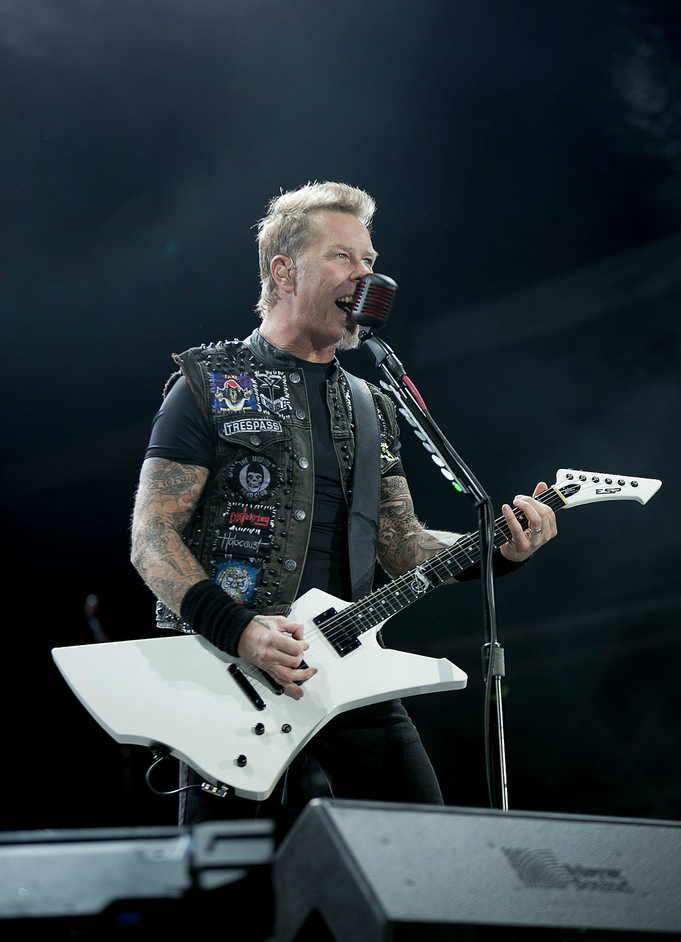
James Hetfield, membru fondator al trupei Metallica
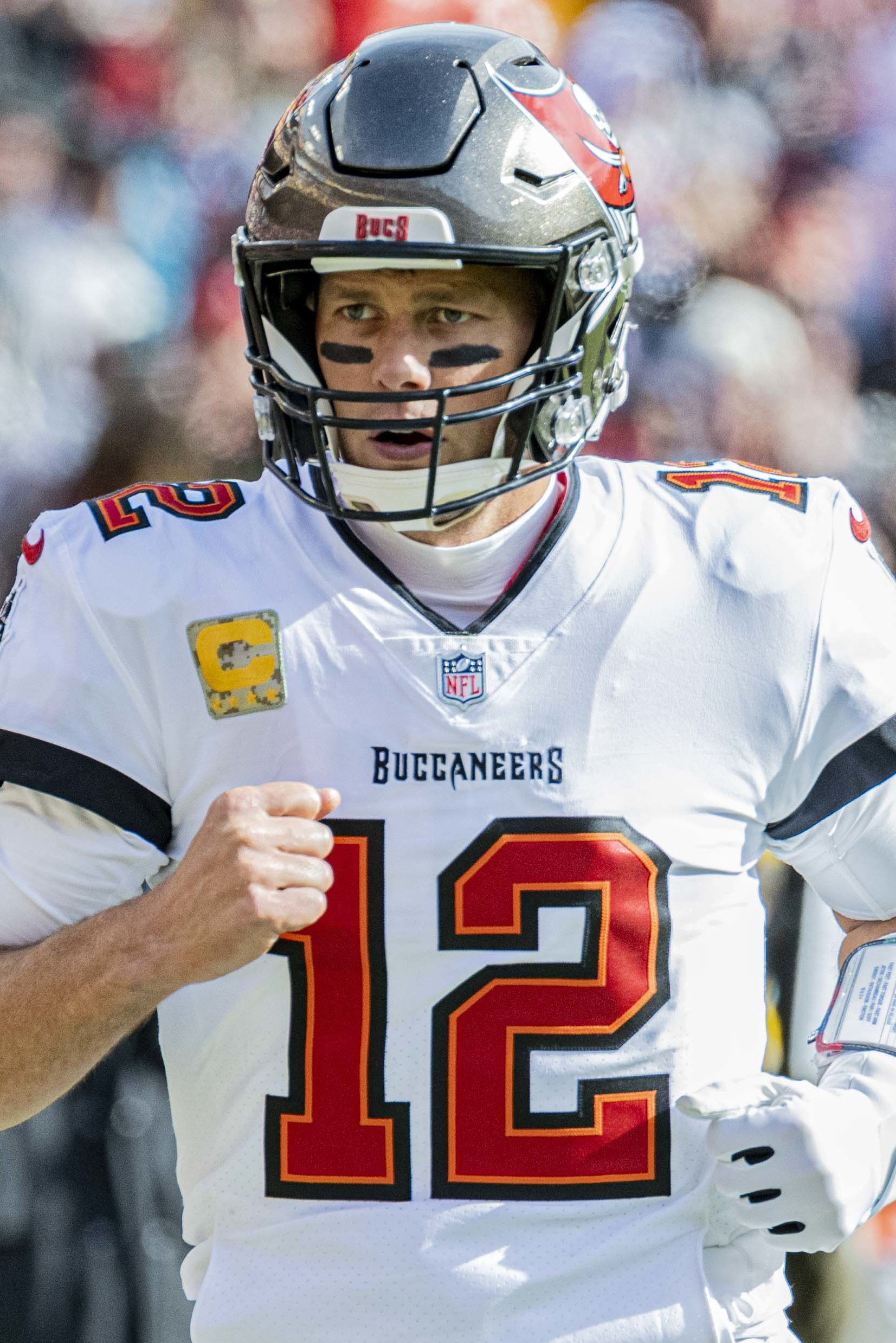
Tom Brady, jucător de fotbal american
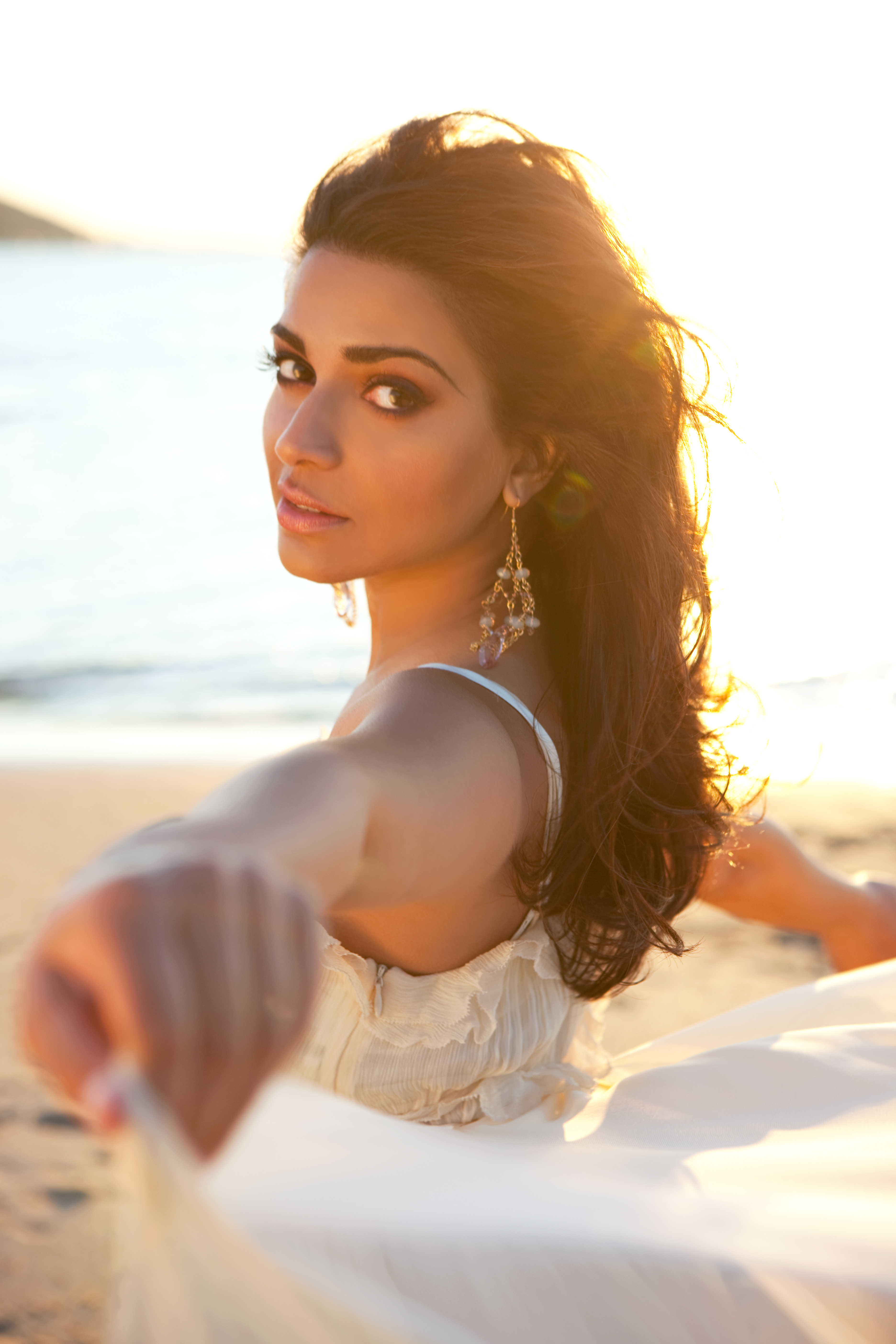
Nadia Ali, cântăreață pakistanezo-americană

- 1948: Jean-Pierre Raffarin, politician francez, prim-ministru al Franței în perioada 2002-2005
- 1950: Dinu Patriciu,  politician și om de afaceri român (d. 2014)
- 1952: Osvaldo Ardiles, fotbalist argentinian
- 1953: Dana Dogaru, actriță română de teatru și film
- 1955: Renate Weber, jurist și politician român
- 1958: Ghenadie Tâciuc, artist plastic și pictor, expert în pictură bisericească (d. 2022)
- 1959: Koichi Tanaka, chimist japonez, laureat al Premiului Nobel pentru chimie în 2002
- 1962: Mariana Bitang, antrenoare federală de gimnastică
- 1963: James Hetfield, membru fondator al trupei Metallica
- 1963: Isaiah Washington, actor american
- 1969: Mihaela Rădulescu, realizatoare și moderatoare emisiuni tv
- 1977: Tom Brady, jucător american de fotbal american
- 1979: Evangeline Lilly, model și actriță canadiană
- 1980: Nadia Ali, cântăreață pakistanezo-americană
- 1996: Maria Boldor, scrimeră română
- 2000: Landry Bender, actriță americană

## Decese
- 1667: Francesco Borromini, arhitect elvețian (n. 1599)
- 1792: Sir Richard Arkwright, inventator și industriaș englez (n. 1732)
- 1806: Michel Adanson, naturalist, botanist, etnolog și micolog francez (n. 1727)
- 1816: François-André Vincent, pictor francez (n. 1746)
- 1857: Eugène Sue, scriitor francez (n. 1804)
- 1867: Philipp August Böckh, savant, filolog, istoric german (n. 1785)
- 1889: Veronica Micle, poetă română (n. 1850)
- 1895: Dimitrie Brândză, medic și botanist român (n. 1846)

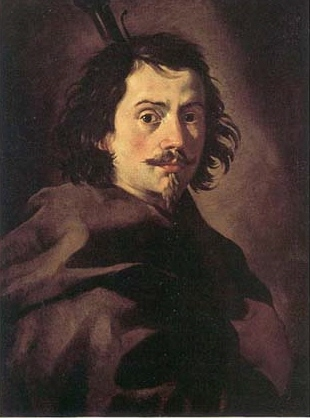
Francesco Borromini, arhitect elvețian
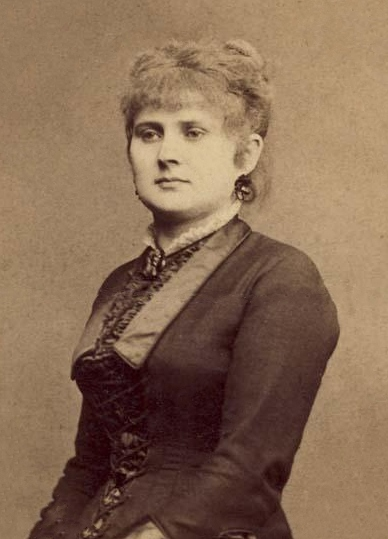
Veronica Micle, poetă română
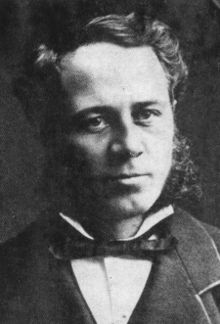
Dimitrie Brândză, medic și botanist român

- 1917: Stéphane Javelle, astronom francez (n. 1864)
- 1918: Hugo Logothetti, diplomat austro-ungar (n. (1852)
- 1924: Joseph Conrad, scriitor britanic de origine poloneză (n. 1857)
- 1924: Vladimir Hertza, jurist și politician român (n. 1868)
- 1929: Emil Berliner, inventator germano-american (n. 1851)
- 1929: Thorstein Veblen, economist și sociolog american (n. 1857)
- 1942: Richard Willstätter, biochimist german, laureat al Premiului Nobel (n. 1872)
- 1954: Sidonie-Gabrielle Colette, memorialistă, eseistă și romancieră franceză (n. 1873)
- 1961: George Breazu, muzicolog român (n. 1887)
- 1961: Giovanni Battista Angioletti, scriitor italian (n. 1896)
- 1965: Georges Le Roy, actor și regizor francez (n. 1885)

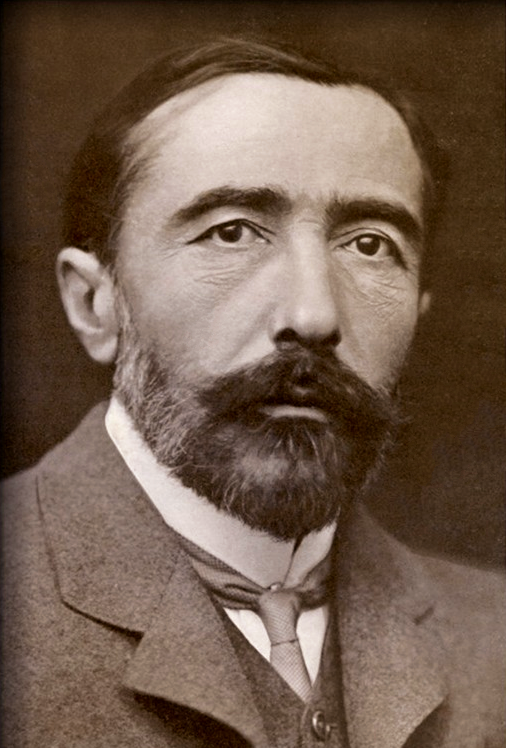
Joseph Conrad, scriitor britanic de origine poloneză
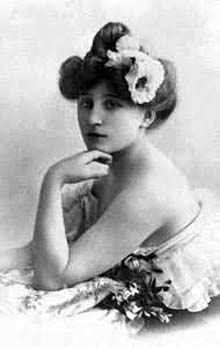
Colette, romancieră franceză
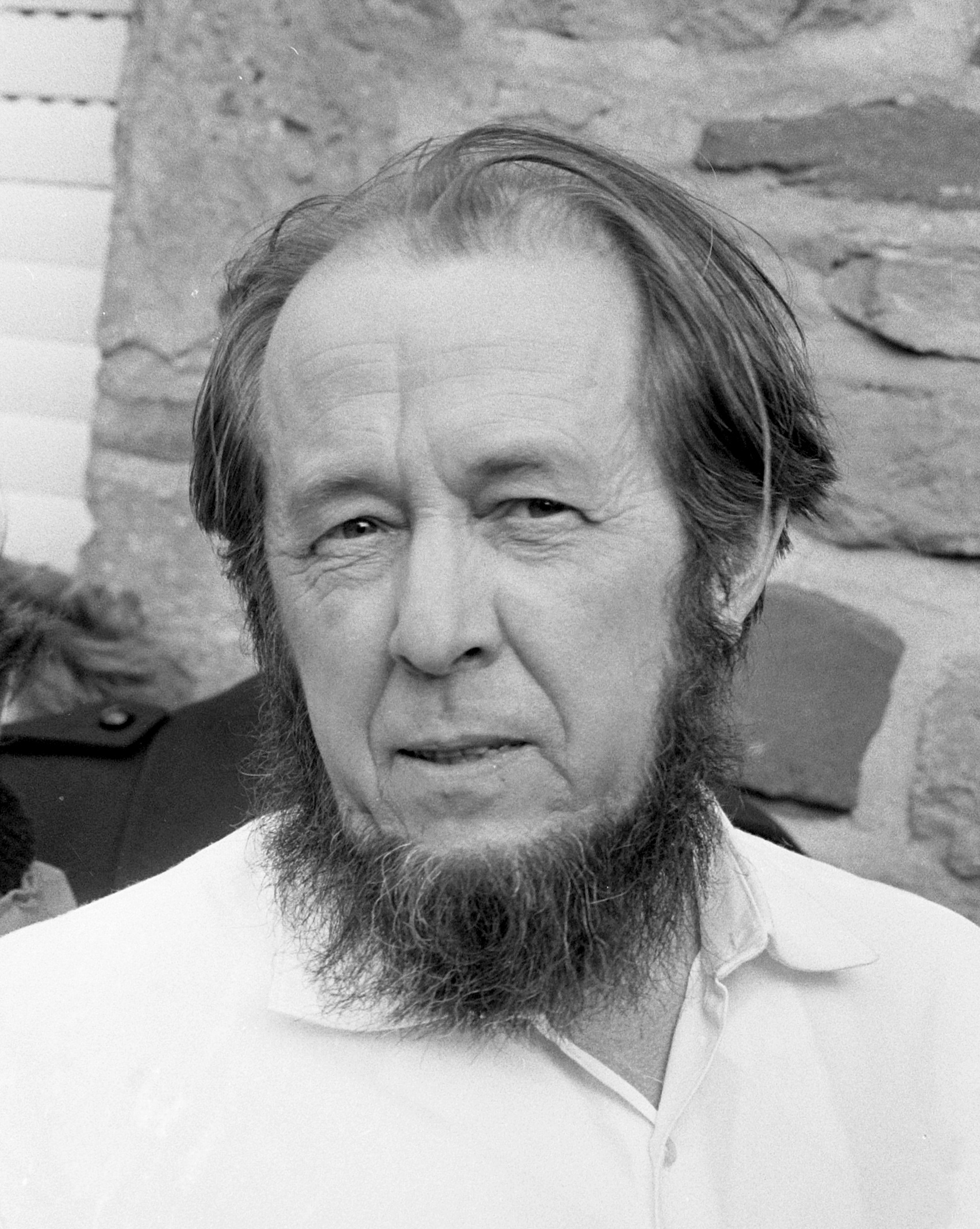
Aleksandr I. Soljenițîn, scriitor rus, laureat Nobel

- 2004: Henri Cartier-Bresson, fotograf și pictor francez (n. 1908)
- 2006: Elisabeth Schwarzkopf, soprană germană (n. 1915)
- 2008: Aleksandr I. Soljenițîn, scriitor, dramaturg, istoric rus, laureat (1970) al Premiului Nobel (n. 1918)
- 2011: Bubba Smith, fotbalist american (n. 1945)
- 2019: Cătălina Buzoianu, regizoare română de film (n. 1938)
- 2020: John Hume, politician britanic (n. 1937)

## Sărbători
- Cuv. Isaachie, Dalmat și Faust; Sf. Salomeea, mironosiță (calendarul ortodox)
- Sf. Lidia (calendarul romano-catolic)
- România:
  - Ziua Municipiului Timișoara (este data intrării armatei române în Timișoara în anul 1919)